# محمد علی کامارا
محمد علی کامارا (انگلیسی: Mohamed Ali Camara؛ زادهٔ ۲۸ اوت ۱۹۹۷) بازیکن فوتبال اهل گینه است.
از باشگاه‌هایی که در آن بازی کرده‌است می‌توان به باشگاه ورزشی یانگ بویز اشاره کرد.
وی همچنین در تیم‌های ملی فوتبال زیر ۲۰ سال و بزرگسالان گینه بازی کرده‌است.